# Amur (fluviu)
Fluviul Amur (alte limbi: „Tamur”, „Амур”,  黑龍江, hēilóng jiāng „Fluviul dragonului negru”) are o lungime de 2.824 km fiind fluviul cel mai lung din China și Rusia care se varsă în Oceanul Pacific de nord. De la data de 27 august 1689 fluviul, după multe conflicte politice și militare din trecut, este în prezent graniță naturală dintre China și Rusia.

## Cursul apei
Fluviul ia naștere la 65 km în vest de Mohe (oraș situat la nord-vest de Munții Hinggan din provincia chineză  Heilongjiang) formându-se prin confluența râurilor Argun și Shilka, formând mai departe o graniță naturală pe o distanță de cca. 2000 km, având ca afluenți râurile  Huma, Seja și  Songhua. 
Înaintea munților „Sichote-Alin” (din Rusia, munți de coastă de pe țărmul Mării Japoniei, masivul având o lungime de 1.350 km cu înălțimea maximă de 2.078 m) Amurul face o cotitură spre nord est în depresiunea ruso-chineză, pe acest traseu primește ca afluent Usuri (cu izvorul în apropiere de Pacific, cu lungimea de 588 km) lângă Habarovsk (capitala provinciei cu același nume din Rusia orientală cu 579.000 locuitori), după care primește apele afluentului Amgun.
Fluviul se varsă la est de localitatea Nikolaievsk în strâmtoarea Tătară situată între Marea Ohoțk și Marea Japoniei, în Oceanul Pacific de nord, vărsarea fluviului fiind aproape vizavi de partea nordică a insulei Sahalin.

## Partea navigabilă
Cursul inferior al Amurului este navigabil, atât timp cât fluviul nu este înghețat. Debitul de apă este de 2930 m³/sec (ianuarie 1985) și 17.700 m³/sec (mai 1985) măsurat la Komsomolsk pe Amur (oraș rusesc pe malul stâng al Amurului cu 276.000 locuitori), această cantitate de apă provenind dintr-un bazin hidrografic de 173.000 km².

## Sistemul fluvial
Împreună cu Schilka, afluent de pe partea stângă, și Onon, din partea dreaptă, care prin confluare formează Amurul, fluviul are o lungime totală de 4.411 km (Onon-Schilka-Amur), iar dacă este adăugată și lungimea afluentului Argun, fluviul atinge 4.444 km (Argun-Amur). Pe malulul râului Argun se află Hailar (capitala districtului chinez Hulun Buir). La 150 km în vest de Hailar se află lacul Hulun Nur, situat în nord estul Chinei, lac de apă dulce fără scurgere, cu o suprafață de 2.315 km². În perioadele cu un nivel crescut al apei aceasta se varsă în partea de nord a lacului în râul Argun care se află la 30 km depărtare, afluenți ai lacului fiind râul Kerulen și Orxon. Dacă se consideră cursul fluviului în perioada de vărsare a lacului în Argun, (Kerulen-Argun-Amur) se ajunge la lungimea cursului fluviului de 5.052 km.

## Regiuni și localități de pe Amur
- Mohe - la granița chineză cu 18.367 km² și 80.982 de locuitori
- Blagoveșcensk - la granița rusească cu 321 km² și 219.517 locuitori
- Aigun - la granița chineză
- Habarovsk - localitate în Rusia cu 579.000 locuitori
- Komsomolsk - localitate în Rusia cu 276.000 locuitori
- Nikolajewsk - localitate în Rusia